# PlanetRomeo
PlanetRomeo (раніше називався GayRomeo, але потім був перейменований, бо в деяких країнах сайти, що містять слово «гей», блокуються провайдерами) — найбільша німецька віртуальна служба знайомств для геїв, бісексуальних та трансгендерних чоловіків, заснована в жовтні 2002 року і налічує в усьому світі понад 1,4 мільйона зареєстрованих користувачів. У Німеччині сайт в народі називають «синіми сторінками» (нім. blaue Seiten) або «службою прописки для геїв» (нім. schwules Einwohnermeldeamt).
Сайт має дві версії - звичайну та полегшену - оформлену в нейтральному стилі та без хардкор-світлин (для використання, наприклад, в громадських місцях - в інтернет-кафе, робочому місці тощо). Є WAP і PDA-версії сайту для мобільних пристроїв. З 2013 року випущено застосунок для Android, що забезпечує повноцінний доступ до бази даних PlanetRomeo. Існує також версія для iOS пристроїв.

## Мови
За власними даними, система зараз підтримує 25 мов: німецьку, англійську, голландську, французьку, іспанську, португальську, італійську, грецьку, румунську, шведську, польську, тайську, сербську, російську, турецьку, чеську, китайську, угорську, корейську, в'єтнамську, малайську, японську, індонезійську, тагальську та гінді.

## Реєстрація та використання
Реєстрація в системі та користування її послугами є повністю анонімним і безплатним. Реєстрація облікових записів на сайті дозволена тільки чоловікам, які досягли 18 років.
Анкета учасника включає вказівку віку, параметрів (зріст, вага, статура тощо), Особистих інтересів, сексуальних уподобань і описом того, з ким би він хотів познайомитися і з якою метою - пошук друзів, пошук стосунків або пошук сексуального партнера. Сайт не є чатом. Обмін повідомленнями відбувається за типом месенджера. Спілкування по інтересах можливе за допомогою різних клубів, створених на сайті, що нагадує групи в соціальних мережах, хоча їх організація досить примітивна.
Є можливість завантаження зображень (як у відкритий доступ на обл. записі, так і прихованих - з можливістю пересилання зображення окремим користувачам), збереження обраних користувачів і обраних повідомлень.
Згідно з опитуванням користувачів сайту, проведеного в лютому 2006 року, показало, що 31 % користувачів сайту шукають сексуальні контакти. Понад чверть користувачів в основному спілкуються з друзями. Близько чверті просто шукають нові знайомства. Сайт не дуже популярний серед літніх геїв.
Крім того, на сайті розміщено безліч корисних відомостей: поради по безпечному сексу, путівники по гей-туризму, поради з безпеки при зустрічах з незнайомцями. Крім того, кожен зареєстрований користувач може безплатно розміщувати обмежене число оголошень на дошці оголошень: про пошук або за пропозицією роботи чи житла, про різні послуги.

## Платні послуги
Портал також пропонує додатковий пакет платних послуг «PlanetRomeo Plus»:
- Пошук користувачів за близькістю за допомогою навігаційного радара.
- Режим «невидимої присутності» на сайті.
- Покращений пошук користувачів за додатковими критеріями та додатково спеціальний пошук по світлинах користувачів.
- Необмежений ліміт на збереження повідомлень, світлин і сторінок користувачів.
- Повне вимкнення реклами на сайті.
- Вільний перегляд оприлюднених на сторінках користувачів хардкор-світлин.

Крім того, є окрема категорія облікових записів - ескорт-обліковки (облікові записи користувачів, які надають ескорт-послуги). Реєстрація таких обліковок можлива тільки за плату.